# Beate Sirota Gordon
Beate Sirota Gordon (ur. 25 października 1923 w Wiedniu zm. 30 grudnia 2012) – feministka i działaczka na rzecz praw kobiet. Jej współpraca w 1946 roku przy tworzeniu japońskiej konstytucji oraz działalność w dziedzinie wymiany kulturalnej między Azją a Stanami Zjednoczonymi stanowiła znaczący wkład w walkę o prawa kobiet w Japonii, a także upowszechniła wiedzę o tym kraju.

## Życiorys

### W Japonii
Była córką i jedynym dzieckiem znanego rosyjskiego pianisty pochodzenia żydowskiego, Leo Siroty. Urodziła się w Wiedniu, gdzie po rewolucji rosyjskiej wyemigrował jej ojciec wraz z żoną (siostrą znanego wiedeńskiego dyrygenta Jaszy Horensteina). Następnie rodzina Siroty przeniosła się do Japonii w 1928 roku, gdzie Leo Sirota wykładał muzykę na Cesarskiej Akademii Muzycznej w Tokio. W dzieciństwie Beate często bywała w domach japońskich rodzin, stykając się z problemem bezsilności kobiet pozbawionych praw, a także nauczyła się biegle władać językiem japońskim, który to język był pierwszym z 6 języków obcych, jakimi włada w ogóle. Uczęszczała do niemieckojęzycznej szkoły w Tokio do czasu, aż naziści przejęli nad nią kontrolę w połowie lat 30. XX wieku, a następnie została przeniesiona do ASIJ (Amerykańskiej Szkoły w Japonii) na 2 lata przed maturą.
Beate wyrosła w Japonii i stała się częścią japońskiej społeczności. Jej dom rodzinny był salonem dla artystów wszechstronnie uzdolnionych: od tradycyjnych aktorów kabuki, tancerzy nowoczesnych, muzyków europejskich po japońskich malarzy i rzeźbiarzy. Spośród 2000 cudzoziemców mieszkających w Japonii jedynie ona była w stanie porozumiewać się w języku niemieckim, japońskim, angielskim, rosyjskim i francuskim. Wyrastała więc w bogactwie i różnorodności kulturowej. Z drugiej zaś strony obserwowała kobiety z otoczenia jej matki – pokojówki, przyjaciółki i inne kobiety japońskie, wyrabiając sobie zdanie na temat stosunków społecznych, statusu społecznego kobiet w Japonii, który w jej ocenie był niższy od feudalistycznego systemu rodzinnego. Kobiety japońskie opowiadały gniewnie o mężczyznach, którzy nie pytając o zdanie żon przyprowadzali do domu i adoptowali dzieci ze związków pozamałżeńskich. Mężatki w Japonii nie miały nic do powiedzenia, nie mogły się niczemu sprzeciwić ani się rozwieść, przeciwnie niż mężczyźni. Kobiety nie miały prawa posiadać czegokolwiek na własność, nie miały też praw do otrzymania spadku ani darowizny, były postrzegane jako niekompetentne, niezdolne do nauki i intelektualnie gorsze. Ponadto kobiety pochodzące z ubogich rodzin były często ofiarami przemocy w rodzinie, a nazwisko rodowe czy sukcesja były ważniejsze, niż ich osobiste szczęście i spełnienie.

### W Stanach Zjednoczonych
W 1938 roku rodzice Beate wysłali ją na studia językowe na Uniwersytet Mills w Kalifornii w Stanach Zjednoczonych, bowiem w tamtych czasach był to najbliższy jej miejscu zamieszkania uniwersytet, na którym mogły studiować kobiety, odpowiedni i bezpieczny dla szesnastoletniej dziewczyny. Właśnie tam Beate przeżyła pierwszy szok kulturowy, bowiem nie spotkała się tam z tak dużą ilością służby domowej, z jaką miała do czynienia w Japonii. Nie było pokojówek, praczek, sprzątaczek, a koledzy ze studiów początkowo patrzyli na nią jak na egzotyczne zjawisko, widząc jak nieskładnie wykonuje najprostsze codzienne obowiązki.
Po wybuchu II wojny światowej pracowała dla rządu amerykańskiego, monitorując tokijskie radio, a później pisząc radiową propagandę. Ponadto pracowała w Biurze Informacji Wojennej, mając nawet własny radiowy show, nostalgiczny program dodający otuchy Japończykom w czasie wojennym. W wieku lat 19, po ukończeniu szkoły średniej, pracowała dla czasopisma „Time” jako badaczka, po raz kolejny doświadczając dyskryminacji względem kobiet.

### Powrót do Japonii

#### Prace nad Konstytucją Japonii
W międzyczasie jej rodzice, pozostający w Japonii, zostali uwięzieni przez japoński rząd w 1942 roku z powodu pochodzenia żydowskiego. Z tego względu Beate obawiała się powrotu do Japonii przed końcem wojny. Po wojnie pozwolono jej na powrót do Japonii, odnalazła rodziców cierpiących na niedożywienie i odmrożenia z powodu internowania w górskiej, zimnej okolicy w Karuizawie. Razem z rodzicami wróciła do Tokio, gdzie szybko znalazła pracę w biurze generała Douglasa MacArthura jako urzędniczka. W 1946 MacArthur, obawiając się zamieszek na tle etniczno-kulturowo-społecznym w powojennej Japonii, zlecił jej przygotowanie prac wspomagających utworzenie znowelizowanej wersji japońskiej konstytucji. Beate ponownie wtopiła się w klimat powojennej Japonii, zbierając wszystkie ważne i cenne materiały źródłowe mogące wspomóc pracę nad nową konstytucją.

##### Realizacja postulatów feminizmu
Nowa konstytucja miała trzy nowe filary: wyrzeczenie się wojny i działań wojennych, suwerenność ludzi (z cesarzem jako symbolem narodu) i zniesienie feudalnego systemu rodziny (równouprawnienie bez względu na płeć). Beate wstąpiła do Komitetu Praw Cywilów, utworzonego na podstawie konstytucji weimarskiej z 1919, który patronował idei promowania polityki opieki socjalnej mającej na celu wspieranie „instytucji rodziny”. Komitet Praw Cywilów zainicjował około 41 artykułów dotyczących opieki społecznej, między innymi opieki socjalnej, bezpłatnego szkolnictwa, pomocy medycznej dla biednych, zniesienia dyskryminacji dzieci pozamałżeńskich, specjalnej opieki dla kobiet w ciąży i niemowląt, płatnych urlopów macierzyńskich.
Beate wsparła prace Komitetu wieloma własnymi pomysłami, na przykład napisała wiele artykułów dotyczących praw kobiet, w oparciu o ducha konstytucji i w taki sposób, by nie zostały zakwestionowane przez japońskich urzędników przygotowujących w tym czasie kodeks cywilny.
Do dziś dnia jednak tylko dwa artykuły napisane przez Beate przetrwały. Jest to art. 14 (wszyscy ludzie są równi względem prawa i nie powinno być dyskryminacji politycznej, ekonomicznej czy socjalnej ze względu na płeć, rasę, wyznanie, status społeczny czy pochodzenie) oraz art. 24. (małżeństwo powinno opierać się na wzajemnym porozumieniu obojga płci i na wzajemnym współdziałaniu równouprawnionych małżonków. Prawo powinno przestrzegać indywidualnej godności człowieka i równości bez względu na płeć z poszanowaniem małżonka, jego praw własności, dziedzictwa, wyboru, rozwodu i innymi sprawami dotyczącymi samego małżeństwa...).

##### Opór wobec zmian
Jednak wprowadzenie artykułów dotyczących praw kobiet nie było tym samym, co utrzymanie ich w mocy prawnej. Przedstawiciele japońskich władz byli przeciwni. Obawiali się nowych praw kobiet, jak i zmian roli i pozycji cesarza. Pojawiły się w prasie nieprzychylne artykuły, ośmieszające zwolenniczkę i autorkę idei równouprawnienia kobiet. Ten artykuł został napisany przez Pannę Sirotę, Przyjechała do Japonii, poznała dobrze kraj i uzurpuje sobie prawo do przedstawienia punktu widzenia japońskich kobiet w kwestii ich praw i przywilejów – pisano – nie ma innej drogi, jak ta by pominąć ten artykuł.
Po wielu atakach pominięto oba artykuły w kodyfikacji prawa japońskiego, jednak nowa konstytucja była mimo to postępowym aktem prawnym. Mimo uznania cesarza za głowę państwa, został on pozbawiony realnej władzy i stał się jedynie monarchą konstytucyjnym.
Pozostawiono jednak stronniczą legislaturę, wraz z izbą wyższą oraz z akceptacją pojęcia „cesarskiej rodziny”, jednak wszystkie prawa parów japońskich zostały obalone. Artykuł 39, określony przez McArthura jako „podstawowe swobody obywatelskie”, zawierał nie tylko większość z amerykańskich projektów prawnych, ale także tak uniwersalne pojęcia jak pełnoletniość, reforma rolna, prawo do tworzenia organizacji i związków, obowiązki małżeńskie kobiet i ich prawo do posiadania własności.
Nazwisko każdego, kto jawnie się utożsamiał z ideami równouprawnienia kobiet i nowych zasad w prawie japońskim, było trzymane latami w tajemnicy w obawie, że konserwatywni Japończycy dowiedzą się i mogliby doprowadzić do uwięzienia takiej osoby pod jakimkolwiek pretekstem lub do ukarania jej w inny sposób.

#### Amerykańsko-japońska współpraca kulturalna
Jednak Beate kontynuowała rolę podtrzymywania japońsko-amerykańskich relacji kulturowych na przełomie kolejnych pięciu dekad. Począwszy od okresu powojennego, w 1947 przyczyniła się do wymiany kulturalnej pomiędzy Japonią, potem Azją, zachęcając władze japońskie do sprowadzania do kraju artystów, muzyków, tancerzy z niemal całej Azji. Jej życie koncentrowało się na podróżach między USA a Japonią, w celu realizacji swoich planów. Dzięki staraniom Beate, skrzypek Jascha Heifetz, pianista Artur Rubinstein i piosenkarz Fiodor Szalapin wystąpili także w Japonii.
Studenci japońscy, których nie stać było na kupno książek mogli czytać Marka Twaina, Hemingwaya, Tołstoja, Dostojewskiego czy innych pisarzy literatury zachodniej dzięki tej wymianie. Poza tym sami Amerykanie chcieli wiedzieć więcej o azjatyckiej kulturze.
Sirota wydała pierwszą edycję „Magazynu Sztuk Teatralnych” poświęconego Japonii. Pracowała wówczas na Uniwersytecie Columbia przy wdrażaniu programu wymiany kulturalnej japońsko-amerykańskiej. Ponadto pracowała jako tłumaczka dla Fusae Ichikawa, znanej japońskiej sufrażystki, stykając się z wpływowymi amerykańskimi osobistościami takimi jak "Ma" Perkins, Eleanor Roosevelt i prezydentem elektem Eisenhowerem.
W 1954 r. została dyrektorem Towarzystwa Japońskiego na Uniwersytecie Columbia. Dalszym krokiem w jej przedsięwzięciach było powołanie do życia Artystycznego Programu Sztuk Towarzystwa Japońskiego, którego następnie została dyrektorem i piastowała tę funkcję aż do roku 1991. Jej kulturalna działalność została uhonorowana „Orderem Świętego Skarbca, Złotego Promienia z Rozetką” przez cesarza Japonii.